# ハツォル
ハツォル(英:Hazor)は、旧約聖書に登場する地名である。「集落」という意味であると言われる。
北パレスチナの有力な町である。ガリラヤ湖の北、フーレ湖の西南8kmにある。現在のテル・ハツォルであると言われる。

## 歴史
フーレ平原の中心にあり、エジプトと小アジアやメソポタミヤを結ぶ道筋にあるために、繁栄してきた町である。
ヨシュアのカナン攻略の時に、ハツォルの王ヤビンは、反イスラエル同盟の指導者になった。この同盟軍はイスラエル軍に打ち破られ、住民は聖絶され、町は破壊されたが、後に再建され、ナフタリ族の相続地に組み入れられた。
後に、カナンの先住民族がヤビンを指導者としてナフタリ族の支配を脅かすようになるが、預言者デボラと士師バラクによって撃退された。
ソロモン時代に、ハツォルは戦略的重要さのゆえに、軍事要塞になる。後に、アハブも要塞を整備強化したと言われている。しかし、前733年にティグラテ・ピレセル3世が指揮するアッシリア軍によって攻略され、破壊された。